# Borophaga germanica
Borophaga germanica är en tvåvingeart som först beskrevs av Schmitz 1918.  Borophaga germanica ingår i släktet Borophaga och familjen puckelflugor. Inga underarter finns listade i Catalogue of Life.